# 이세계 삼촌
《이세계 삼촌》(일본어: 異世界おじさん 이세카이 오지산[*])는 호톤도신데이루에 의해 만들어진 만화 작품이다. 웹 코믹 사이트 《ComicWalker》(KADOKAWA)에서 2018년 6월 29일부터 연재를 개시해 2021년 6월 16일부터 《WebComic 아판다》에 이적해 연재 중이다. 약칭은 이세오지(いせおじ). 2021년 6월 시점에서 누계 발행 부수는 150만 부를 돌파했다.
이세계에서 돌아왔다는 남성 아저씨를 주인공으로 이른바 이세계물의 템플릿적 전개를 역이용한 개그, 코미디가 전개된다. 기본은 1화로 1개월 진행되어, 2018년 2월의 유튜브의 규약 개정 등 현실에서의 실제 사건이 반영된 이야기도 있다. 또한 원래는 저자가 트위터나 픽시브에서 게재했던 작품이다.

## 줄거리
2017년 가을. 17년간의 혼수상태에서 깨어난 삼촌을 만나기 위해 조카 타카후미가 병실을 찾았다. 기묘한 언어를 구사하며 이세계 '그란바하마루'에 있었다고 말하는 아저씨를 '미쳤다'고 밀어내려는 타카후미에게 삼촌은 실제로 마법을 써 보인다. 삼촌이 정말 마법을 쓸 수 있다는 것을 인식한 타카후미는 그 능력을 이용해 유튜버로 생계를 꾸릴 것을 권한다.
유튜버가 된 삼촌와 룸쉐어를 시작한 타카후미는 삼촌으로부터 가끔 이세계에서의 생활에 대해 듣게 되는데, 그것은 여느 '이세계물'과는 다른 17년간의 고독하고 장렬한 이야기였다.

## 등장인물
- 성우 항은 특별한 표기가 없는 경우 TV 애니메이션판의 성우.

### 주요 인물
삼촌
성우 - 코야스 타케히토 / 이시다 아키라 (체인 크로니클 3)
주인공. 본명은 오랫동안 밝혀지지 않고, 성이 시바자키(シバザキ)인 것만이 알려졌지만, 후에 시바자키 요스케(嶋㟢陽介)인 것이 판명되었다. 생일은 11월 30일. 첫등장시 34세.
이야기 시작 17년 전인 2000년 1월, 17세 때 세뱃돈으로 드림캐스트 하드를 사러 가던 중 트럭에 치여 혼수상태에 빠졌다가 2017년 가을에 눈을 뜬다. 실은 혼수상태에서 그 의식은 이세계 그란바하마루로 전송되어 그곳에서 육체를 얻어 검과 마법 등의 능력을 이용하여 모험을 하고 있었다고 한다. 이른바 '이세계물'의 템플릿적인 주인공 설정이지만 외형적으로는 2000년경의 전형적인 오타쿠로, 종종 기분나쁨을 강조한 묘사가 이루어지고 있다. 성격도 내성적인 것이 화가 나서, 이세계물의 약속을 모조리 무너뜨리는 생활을 한다.
그란바하마루에서는 대부분의 초면 상대로부터 오크 등의 마물로 여겨졌고, 거리에 들르면 오크의 습격으로 착각한 주민들에게 집단으로 둘러싸이는 것이 일상이었다. 덧붙여 외모는 지구인으로서는 허용 범위인 것 같고, 현세인이나 그 피를 잇는 인간으로부터는 마물처럼 두려워지는 일은 없고, 헤어스타일에 따라서 미남으로 보이지도 않는다. 10대 때부터 늙은 얼굴로, 20세 때의 영상을 보여줘도, 타카후미나 후지미야로부터 '지금과 전혀 다르지 않다'라고 평가받는다(본인만은 늙었구나라고 생각한다). 충격적인 일이 있거나 힘든 일이 있은 후에는 스스로 '기억소거 마법'을 사용해 기억을 지우고 있다. 지우기 전에 그 내용을 메모장에 적어 놓고 있어 나중에 확인하는 것은 가능하지만 생각이 나면 부하가 걸려 코피가 난다.
원래 열광적인 세가 팬 게이머였고, 보통 식견이 깊어 보이는 인생훈 같은 것들도 모두 게임에서의 경험에 기반한다. 특히 메가 드라이브는 초4~고2까지 해냈을 정도여서, 그가 말하길 '청춘을 걸지 않으면 에일리언 솔저의 슈퍼하드 모드를 클리어할 수 없다'고 한다. 현실 세계로 돌아와 가장 충격을 받은 것도 세가가 하드 전쟁에서 진 것이었다. 유튜버로서의 수입으로 그리운 세가 게임을 구입하고 한때 프리미엄 물건을 너무 비싸게 사서 타카후미에게 혼났다. 또 이세계에서 이름을 물었을 때는 에일리언 솔저에서 유래한 울프건 블러드 등의 이름을 붙였다.
타카후미(たかふみ)
성우 - 후쿠야마 준, 타이치 요 (어린 시절)
준주인공. 풀네임은 타카오카 요시후미(高丘敬文). 삼촌의 조카(누나의 아들). 생일은 5월 23일. 첫등장시 19세.
깨어났지만 친족 일동에게 인수를 거부당한 삼촌을 마지못해 만나러 가는데, 거기서 삼촌의 능력을 알고 룸쉐어를 시작한다. 삼촌이 자각하지 못한 채 들려주는 이세계에서의 비참한 추억담에 여러 번 충격을 받는다. 삼촌이 그동안 지워왔던 기억을 적어놓은 수첩을 보여줬는데 너무 가혹한 내용에 자신도 기억의 지워지길 원했다. 이후 삼촌처럼 지운 기억을 재인식할 것 같자 정령의 경고로 코피를 흘리게 되고 말았다.
삼촌이 여성 심리에 어둡고, 특히 츤데레 엘프의 호의를 깨닫지 못하는 것을 유감스럽게 생각하지만, 실은 자신도 후지미야로부터 명확하게 호의를 받고 있다는 것을 전혀 깨닫지 못한다.

### 이세계(그란바하마루)
츤데레 엘프
성우 - 토마츠 하루카 / 사쿠라 아야네 (체인 크로니클 3)
엘프인 여성 모험가. 엘프국의 엘가 왕족 공주군이기도 하다. 미형이 즐비한 그란바하마루에서도 유난히 아름다운 외모를 지녔다. 어느 쪽인가 하면 날씬한 몸매로 가슴은 나름대로 있지만 거유라고 할 정도는 아니다. 오랫동안 본명을 밝히지 않고, 삼촌도 포함해 주위의 사람에게는 자신을 '엘프'라고 부르게 하고 있었지만, 후에 스자일기라아제갈넬브제길네아그란젤가 엘가인 것이 판명되었다. 나이는 불명.
세계 각지로 흩어진 고대 마도구를 탐색하고 회수하기 위해 여행을 하고 있었다. 원래 신체능력이 뛰어나 이를 살려 마력에 의한 신체강화에 마법, 검, 고대 마도구를 조합한 근접전투를 주특기로 하고 있으며 마도구에 의한 원거리 저격도 해낸다. 그 힘은 삼촌에게는 미치지 못하지만 괴물이라고 불리는 수준이며, 그 전투력과 판단력은 삼촌에게서도 한눈에 보여 신뢰를 받고 있다. 드래곤에게 죽임을 당할 뻔하다가 우연히 지나가던 삼촌의 도움을 받았고, 그것을 계기로 삼촌에게 반해 따라다니게 되었다. 성격은 전형적인 츤데레이며 삼촌에게 무심코 오크 얼굴 등의 욕설을 퍼붓거나 솔직하지 못한 행동을 하게 된다. '츤데레'라는 캐릭터 속성이 확립된 것이 아저씨가 이세계로 간 뒤인 2004년경으로 아저씨가 그 개념을 모르고 여성 심리에 서툰 것도 있어 그 연정을 눈치채지 못하는 삼촌에게 진심으로 스토커 취급을 받고 두려워한다.
그 결과 아저씨로부터 무의식중에 몇 번이나 혼쭐이 나지만 전혀 기죽지 않고 삼촌을 계속 쫓고 있어 타카후미로부터 매우 터프하고 감탄받으며 후지미야도 그 건장함에 공감한다. 단지, 호의가 보답받지 못하는 건에 대해서는 '오크 얼굴'이라고 하는 평소의 호칭 등, 분명히 그녀 쪽에 문제의 원인이 있는 경우도 있다. 아저씨로부터 천성석 반지를 처음 받은 인물이다.
메이벨 레이베르(メイベル＝レイベール)
성우 - 유우키 아오이 / 이마이 아사미 (체인 크로니클 3)
얼음 일족의 후예인 젊은 여성. 후에 모험가. 나이는 불명. 몸이 여위는 듯 언뜻 보기에는 별로 눈에 띄지 않지만 골짜기가 생기는 정도의 가슴이 있다.
남에게 원수를 갚는 마염룡 블레이즈 드래곤을 유일하게 쓰러뜨릴 수 있는 무기로 꼽히는 동신검을 대대로 지켜온 얼음의 가문의 후예로 삼촌을 만날 때까지 얼음처럼 마음을 닫고 있었다. 아홉 살 때 젊은 남자와 집에서 나간 어머니로부터 얼음 가문의 생활은 쉽다는 가르침을 받으며 자랐고, 동신검을 지킨다는 명목으로 일하지 않고 집에 틀어박혀 살았다. 그래서인지 노동의욕은 제로고 최대한 편하게 살고 싶다는 생각을 하고 있다. 생활은 자타락, 자주 하지 않아도 되는 말을 해버리거나, 조금만 잘 되면 곧 신바람이 나서 실패하는 이른바 안타까운 미소녀다. 다만 스스로 동신검을 사용했을 때 전투능력은 상당히 높아 삼촌에게도 한눈에 들어온다. 삼촌으로부터 천성석 반지를 받은 한 사람.
알리시아 이델시아(アリシア＝イーデルシア)
성우 - 토요사키 아키 / 우치다 아야 (체인 크로니클 3)
신성 마도사인 젊은 여성. 소꿉친구인 에드가와 라이가와 파티를 한 모험가.
에드거 크로스토르거(エドガー＝クロストルガー)
성우 - 스즈무라 켄이치, 타나카 아이미 (어린 시절)
알리시아 등과 소꿉친구이자 파티를 하는 감사 소년.
라이가 스트라이가(ライガ＝ストライガ)
성우 - 오카모토 노부히코, 히가시우치 마리코 (어린 시절)
알리시아 등과 소꿉친구이자 파티를 하는 격투가 소년.
리카르드 마크펠드(리카르드 마크펠드)
성우 - 마에노 토모아키
류시디온 왕국군 총사령관.
밀라 글레이라(ミラー＝グレイラー)
성우 - 우치야마 유미
리카르드의 부관.
하겐 레그파르겐(ハーゲン＝レグファルゲン)
성우 - 토리우미 코스케
레그파르겐 상단의 젊은 주인.

### 현실 세계
후지미야 스미카(藤宮澄夏)
성우 - 코마츠 미카코
타카후미의 소꿉친구로 대학생. 생일은 6월 3일. 미거유 안경 미인으로 스타일이 좋다. 첫 등장시 19세.
타카후미와는 중학교 때까지 같은 학교에 다녔고, 초등학교 때부터 몰래 연정을 품고 있었다. 길거리에서 우연히 재회하고 이후 그의 눈을 자신에게 돌리려고 분투하지만 전혀 성공하지 못한다. 타카후미와 삼촌의 집에 정기적으로 방문하게 되고 삼촌의 이세계에서의 모험담을 타카후미와 함께 듣게 된다. 현실 세계에서 타카후미 이외에 아저씨의 능력을 아는 유일한 인물.
후지미야 치아키(藤宮千秋)
성우 - 타카기 와타루, 시라이시 하루카 (어린 시절)
스미카의 남동생. 초등학교 4학년. 초등학생이라고는 도저히 생각할 수 없는 몸집도 크고 강인한 면을 가진 사람으로, 겉모습은 언니와 또래로 보인다.
사와에(沢江)
성우 - 카네모토 히사코
스미카와 같은 대학에 다니는 친구.

## TV 애니메이션
2021년 6월 18일 애니메이션화가 발표되어 2022년 7월부터 AT-X 등에서 방송되었다.
애니메이션 제작에 있어 세가(원작에서는 'SE○A'로 표기)의 공인을 받았으며 원작에서는 가려졌던 회사명이나 게임 타이틀도 애니메이션에서는 가려주지 않고 그대로 사용되었고 2021년 12월 24일 TV 애니메이션 버전과 세가의 콜라보 영상이 유튜브를 통해 공개되었다. TV 애니메이션 오프닝 영상에는 도트 그림풍 애니메이션이 사용되는 등 세가 작품에 대한 오마주가 다수 담겨 있다.
애니메이션 제작 회사에 코로나바이러스감염증-19 확산에 따라 5화 이후가 결방되면서 대체방송으로 1·2화가 재방송되었다. 또, 같은 이유로 제8화 이후의 방송이 연기되어 대체 방송으로서 제3~6화의 재방송을 실시한 후, 10월부터 재차 1화부터 방송, 제8화 이후는 11월 24일부터 순차적으로 지상파 동시 송신을 재개한다.
지난 12화 종영 후인 12월 26일 최종화 방송이 '코로나19 영향으로 현지 기업에 발주했던 영상 제작에 지연이 생겼기때문에' 연기한다고 발표되었다.
2023년 2월 14일 연기되었던 제13화가 3월 8일부터 순차적으로 방송되는 것으로 발표되었다.

### 스태프
- 원작·시나리오 감수 - 호톤도신데이루(殆ど死んでいる)
- 감독 - 카와이 시게키(河合滋樹)
- 시리즈 구성·각본 - 이하라 켄타(猪原健太)
- 캐릭터 디자인·총작화 감독 - 오오타 카즈히로(大田和寛)
- 의상 디자인 - 스도 토모코(須藤智子)
- 몬스터 디자인 - 테라오 켄지(寺尾憲治)
- 프롭 디자인 - 이와하타 고이치(岩畑剛一), 스즈키 노리타카(鈴木典孝)
- 디자인 웍스 - 카토 치에(加藤千恵), 코레사와 시게유키(コレサワシゲユキ), 토우무(灯夢)
- 미술 설정 - 아오키 타다시(青木 黨), 오가와 마미오(緒川マミオ), 나카지마 미카(中島美佳)
- 미술 감독 - 타카미네 요시토(高峯義人)
- 색채 설계 - 아베 나기사(安部なぎさ)
- 특수 효과 - 타니구치 쿠미코(谷口久美子)
- 촬영 감독 - 미네기시 켄타로(峰岸健太郎)
- 3D 디렉터 - 카루베 만(軽部 慢), 코다카 미치루(小高みちる)
- 편집 - 스도 히토미(須藤 瞳)
- 음향 제작 - 매직 캡슐
- 음향 감독 - 아케타가와 진(明田川仁)
- 음악 - 스에히로 켄이치로(末廣健一郎)
- 음악 제작 - KADOKAWA
- 음악 프로듀서 - 와카바야시 고(若林豪)
- 프로듀서 - 이시가미 죠타로(石上丈太郎), 아카사카 타이키(赤坂泰基), 토쿠무라 켄이치(德村憲一), 이이즈카 아야(飯塚 彩), 타다 유이치(多田祐一), 소토카와 아키히로(外川明宏), 아리미즈 소지로(有水宗治郎)
- 애니메이션 프로듀서 - 요시카와 츠나키(吉川綱樹)
- 애니메이션 제작 - Atelier Pontdarc
- 제작 - 이세계 삼촌 제작위원회

### 주제가
story
마에시마 마유에 의한 오프닝 테마. 작사·작곡·편곡은 R・O・N.
일등성소노리티(一番星ソノリティ)
이구치 유카에 의한 엔딩 테마. 작사는 PA-NON, 작곡은 와타나베 쇼, 편곡은 시미즈 텟페이.
みっつの祠の民謡
메이벨(유우키 아오이)에 의한 제12화 삽입곡. 작사는 호톤도신데이루, 작곡은 우타타네 카나.
Star Light Zone
메이벨(유우키 아오이)에 의한 제12화 삽입곡. 작곡은 나카무라 마사토.
원래는 《소닉 더 헤지혹》의 스테이지 BGM. 후에 UFO 캐처등에서도 사용되고 있다.
DREAMS DREAMS:Mabel Ver
메이벨(유우키 아오이)에 의한 제12화 삽입곡. 작사·작곡은 사사키 토모코.
원래는 《나이츠 인투 드림즈》의 엔딩 테마곡.
解けない魔法
이구치 유카에 의한 제13화 삽입곡. 작사는 PA-NON, 작곡은 amazuti, 편곡은 와타나베 타쿠야.

### 방영 목록
| 화수   | 제목 | 그림 콘티         | 연출              | 작화 감독 | 방송일         |
| ------ | --- | ----------------- | ----------------- | --- | -------------- |
| 제1화  | 異世界グランバハマルに17年いたがようやく帰ってきた、ぞ 이세계 '그란바하마르'에 17년 동안 있었는데 겨우 돌아왔어 | 카와이 시게키     | 카와이 시게키     | 오오타 카즈히로 | 2022년 7월 6일 |
| 제2화  | 1位「ガーディアンヒーローズ」だろぉおおお! 1위는 '가디언 히어로즈'지!                                           | 카와이 시게키     | 니시나 쿠니야스   | 이즈미 모모카 사노 마사루 시마자키 노조무 야마미치 이타이                                                                 | 7월 13일       |
| 제3화  | 叔父がいるなら叔母もいるものです、わ 나는 네 삼... 숙모란다                                                     | 이와하타 고이치   | 코가 카즈오미     | 사쿠라이 코노미 사카이 큐타                                                                                               | 7월 20일       |
| 제4화  | つらい中お前がいて、支えてくれてよかった 네 덕분에 힘든 시간을 버텼어                                           | 나카야마 나오미   | 나카야마 나오미   | 사카이 큐타 | 7월 27일       |
| 제5화  | そういや俺、「暗殺」されかけたことあるな 그러고 보니, 나 암살당할 뻔한 적이 있었어                              | 이치이 잇페이     | 이치이 잇페이     | 사쿠라이 코노미 이치이 잇페이 이와사키 카나                                                                               | 8월 17일       |
| 제6화  | こうして俺は見世物小屋の地下にぶち込まれたんだが… 그래서 난 가게 지하에 내던져졌어                              | 이와하타 고이치   | 토바 아키라       | 사사키 마사히로 사노 마사루 야마미치 이타이 야마모토 쿄헤이 요시다 하지메                                                 | 8월 24일       |
| 제7화  | 見てのとおりSEGAのゲームは人生の役に立つんだ! 알겠지만, 세가 게임은 인생에 도움이 된다고!                       | 나카야마 나오미   | 이토가 신타로     | 테라오 켄지 사쿠라이 코노미 이와사키 카나 사카이 큐타                                                                     | 8월 31일       |
| 제8화  | 俺の知る最強の生物に変身して切り抜けたんだ 내가 아는 최강의 존재로 변신해 빠져나왔지                            | 와타나베 마사하루 | 코가 카즈오미     | 사쿠라이 코노미 이마이즈미 류타 사카이 큐타 에텔 키튼                                                                     | 11월 24일      |
| 제9화  | 氷の精霊がクーラー魔法の対価を要求してるんだよ 얼음의 정령이 마법의 대가를 요구해                               | 이와하타 고이치   | 나가오카 요시타카 | 야마모토 쿄헤이 요시다 하지메 사노 마사루 시마자키 노조무                                                                 | 12월 1일       |
| 제10화 | 礼節は…人であると認められてからだ 사람으로 보여야 잘 대해줘                                                     | 이치이 잇페이     | 카와이 시게키     | 사카이 큐타 사쿠라이 코노미 에텔 키튼                                                                                     | 12월 8일       |
| 제11화 | ち、違うぞ、これはエッチなのを見たからじゃなく… 아, 아니 야한 걸 본 게 아니라...                                | 나카야마 나오미   | 나카야마 나오미   | 이나요시 토모시게 이와사키 카나 이나요시 아사코 사쿠라이 코노미 이마이즈미 류타 에텔 키튼                                 | 12월 15일      |
| 제12화 | 名前は大事だ、あいつもそう言っていた 이름은 중요하다, 그도 그렇게 말했지                                        | 와타나베 마사하루 | 이토가 신타로     | 사카이 큐타 이나요시 토모시게 이나요시 아사코 카와무라 유야 테라오 켄지 사쿠라이 코노미                                   | 12월 22일      |
| 제13화 | みんなのおかげだ、ありがとう 모두 덕분이야                                                                      | 카와이 시게키     | 이마이즈미 류타   | 이나요시 토모시게 이나요시 아사코 테라오 켄지 이와사키 카나 와타나베 하루카 이마이즈미 류타 카와무라 유야 오오타 카즈히로 | 2023년 3월 8일 |